# Slowakische Badmintonmeisterschaft 2003
Die Slowakische Badmintonmeisterschaft 2003 war die elfte Auflage der Titelkämpfe im Badminton in der Slowakei. Sie fand vom 3. bis zum 4. Mai 2003 in Prešov statt. 

## Medaillengewinner
| Disziplin    | Gold                                                                 | Silber                                                          | Bronze                                                              |
| ------------ | -------------------------------------------------------------------- | --------------------------------------------------------------- | ------------------------------------------------------------------- |
| Herreneinzel | Marián Šulko (Spoje Bratislava)                                      | Pavel Mečár (Slávia ŽU Žilina)                                  | Ján Fiľ (Lokomotíva Košice)                                         |
| Herreneinzel | Marián Šulko (Spoje Bratislava)                                      | Pavel Mečár (Slávia ŽU Žilina)                                  | Ladislav Tomčko (BK ATU Košice)                                     |
| Dameneinzel  | Gabriela Zabavníková (Lokomotíva Košice)                             | Eva Sládeková (CEVA Trenčín)                                    | Zuzana Orlovská (BC Prešov)                                         |
| Dameneinzel  | Gabriela Zabavníková (Lokomotíva Košice)                             | Eva Sládeková (CEVA Trenčín)                                    | Barbora Bobrovská (BK ATU Košice)                                   |
| Herrendoppel | Pavel Mečár (Slávia ŽU Žilina) Marián Šulko (Spoje Bratislava)       | Róbert Eliaš (BC Prešov) Ladislav Tomčko (ATU Košice)           | Martin Klčo (CEVA Trenčín) Ivan Piovarči (CEVA Trenčín)             |
| Herrendoppel | Pavel Mečár (Slávia ŽU Žilina) Marián Šulko (Spoje Bratislava)       | Róbert Eliaš (BC Prešov) Ladislav Tomčko (ATU Košice)           | Martin Balko (Lokomotíva Košice) Ján Fiľ (Lokomotíva Košice)        |
| Damendoppel  | Zuzana Orlovská (BC Prešov) Gabriela Zabavníková (Lokomotíva Košice) | Barbora Bobrovská (BK ATU Košice) Eva Sládeková (CEVA Trenčín)  | Mária Balková (ČERTi Nové Zámky) Radka Cibáková (Lokomotíva Košice) |
| Damendoppel  | Zuzana Orlovská (BC Prešov) Gabriela Zabavníková (Lokomotíva Košice) | Barbora Bobrovská (BK ATU Košice) Eva Sládeková (CEVA Trenčín)  | Kristína Ludíková (BK MI Trenčín) Valéria Ludíková (BK MI Trenčín)  |
| Mixed        | Pavel Mečár (Slávia ŽU Žilina) Barbora Bobrovská (ATU Košice)        | Ladislav Tomčko (BK ATU Košice) Petra Špilárová (BK ATU Košice) | Ján Fiľ (Lokomotíva Košice) Radka Cibáková (Lokomotíva Košice)      |
| Mixed        | Pavel Mečár (Slávia ŽU Žilina) Barbora Bobrovská (ATU Košice)        | Ladislav Tomčko (BK ATU Košice) Petra Špilárová (BK ATU Košice) | Michal Matejka (Lokomotíva Košice) Eva Sládeková (CEVA Trenčín)     |